# Marvin
Marvin je mužské křestní jméno keltského původu. Pochází z velšského jména Merfyn znamenající „ přítel moře“.

## Další podoby
- Anglické: Mervin, Marvin

## Jména
- Meat Loaf (Marvin Lee Aday; 1947–2022) – americký rockový a pop-rockový zpěvák a herec
- Marvin Andrews (* 1975) – bývalý fotbalový obránce z Trinidad-Tobaga
- Marvin Bakalorz (* 1989) – německý fotbalový záložník
- Tony Yayo (Marvin Bernard; * 1978) – americký rapper a člen skupiny G-Unit
- Mervyn Burtch (1929–2015) – velšský hudební skladatel
- Marvin Cohen (* 1935) – kanadský materiálový vědec
- Marvin Egho (* 1994) – rakouský fotbalista
- Marvin Gaye (1939–1984) – americký zpěvák, skladatel a muzikant
- Marvin Hamlisch (1944–2012) – americký hudební skladatel
- Marvin Harris (1927–2001) – americký kulturní antropolog
- Marvin Heemeyer (1951–2004) – majitel opravny tlumičů
- Mervyn Johns (1899–1992) – velšský herec
- Marvin Minsky (1927–2016) – americký vědec zabývající se umělou inteligencí
- Marvin Ogunjimi (* 1987) – belgický fotbalový útočník
- Hannibal Marvin Peterson (* 1948) – americký jazzový trumpetista a hudební skladatel
- Mervin Rodríguez (* 1986) – bývalý venezuelský judista
- Mervyn Spence (* 1958) – irský basista
- Marvin Stamm (* 1939) – americký trumpetista
- Marv Tarplin (1941–2011) – americký soulový kytarista a skladatel
- Muff Winwood, vlastním jménem Mervyn (* 1943) – anglický baskytarista a hudební producent

fiktivní
- Marťan Marvin – postava z Looney Tunes
- Marv Merchants – postava zloděje z filmu Sám doma
- Marvin Monroe – postava psychoterapeuta z amerického animovaného seriálu Simpsonovi
- Marv – postava z komiksové série Sin City
- Marvin Nash – postava policisty z filmu Quentina Tarantina Gauneři
- Marvin (paranoidní android) – paranoidní android z filmu Stopařův průvodce po Galaxii.
- Marvin (Donžon) a zajíc Marvin Destruktor – postavy z francouzské komiksové série Donžon
- Marvin (film) – francouzský film z roku 2017

## Příjmení
- Hank Marvin – britský kytarista
- Lee Marvin – americký herec

## Ostatní
- V.T.Marvin – česká punková kapela